# Reinhold Braschel
Reinhold Braschel (* 23. August 1942 im Banat; † 21. Dezember 2018 in Remseck am Neckar) war ein deutscher Bauingenieur.

## Biografie
Braschel gehört zu den Donauschwaben und floh mit seiner Familie vor der Sowjetarmee nach Graz, wo er zur Schule ging und Bauingenieurwesen studierte. Zu seinen Lehrern dort gehörten Bernhard Baule, Christian Veder und Konrad Sattler. Nach dem Diplom 1967 ging er an die Universitäten nach München und Stuttgart. Er gründete mit Kollegen (Dietrich, Netzel) die Ingenieurgemeinschaft Bauen (IGB) in Stuttgart, bevor er ein eigenes Ingenieurbüro gründete. 1975 gründete er die Planungs- und Immobiliengesellschaft IFB Dr. Braschel AG in Stuttgart. Zu seinen frühen Projekten gehörten das Jamjoon Commercial Center in Jeddah, die Festigkeitsberechnungen im Primärkreislauf von Kernkraftwerken und der Raketentriebwerks-Prüfstand für die Ariane 5. Später unter anderem der Umbau des ehemaligen Carl Zeiss Hauptwerks in Jena in ein Dienstleistungszentrum, die Messe Erfurt, Büroturm Treptowers der Allianz, Automobilfabrik von BMW in Leipzig und DRAM-Fabrik von Infineon in Dresden. In Stuttgart reichte er auch Entwürfe für den Bahnhof Stuttgart 21 ein (die aber am Ende im Wettbewerb nicht weiterkamen) und für den Trump Tower, ein 220 m hohes Hochhaus auf dem Pragsattel, das 2000 bis 2003 für erhebliche Diskussionen in Stuttgart sorgte, aber nicht realisiert wurde. Er setzte sich für integrierte (ganzheitliche) interdisziplinäre Bauplanung zwischen Architekten, Bauingenieuren (Tragwerksplanern), TGA und Sonstigen ein. In Weimar veröffentlichte er dazu ein „zweites Bauhaus-Manifest“.
1979 wurde er in Graz promoviert (Ein einfaches Näherungsverfahren zur Lösung von Stabilitäts- und Spannungsproblemen bei Trägern aus nichtelastischen Werkstoffen). Ab 1996 war er ordentlicher Professor (Nachfolge Erhard Hampe) an der Bauhaus-Universität Weimar. Er leitete dort das Institut Planung von Ingenieurbauwerken. Wegen Doppelbelastung in seinem Ingenieurbüro trat er davon wieder zurück, blieb aber Honorarprofessor.
2003 erhielt Braschel die Staufermedaille des Landes Baden-Württemberg und das Verdienstkreuz am Bande des Verdienstordens der Bundesrepublik Deutschland. Ab 1997 leitete er den Dienstleistungsausschuss der Industrie- und Handelskammer Stuttgart und wurde 2001 stellvertretender Vorsitzender.

## Schriften
- als Herausgeber: Bauen in Netzwerken, Bauhaus-Universität Weimar, Universitätsverlag 2002.